# 超獸機神
《超獸機神》，PRODUCTION REED制作。1985年4月5日到1985年12月27日在TBS系列放送的電視动画。由於首播時未造成回響，原本預計製作52話的電視動畫因而僅完成38話。直到後來本作受到動畫迷重視，大受歡迎，因此PRODUCTION REED決定製作三部OVA作品，作為續編。
2007年，本作更推出續作《獸裝機攻斷空我NOVA》。

## 登場人物與配音

### 獸戰機隊
- 藤原忍：矢尾一樹（香港配音：曾秉輝）

本作主角。獸戰機隊隊長、鷹戰機機師，同時是斷空我的操作上，擔當總控制員。
性格反叛，經常違反命令、獨自行動，在上司達米羅眼中是有名的問題青年；甚至經常因為與羅斯長官對抗，經常接受「修正拳」教訓。雖然如此，藤原忍有著熱血個性及超凡駕駛技術，令他成為獸戰機隊當中實力數一數二的成員，而且對戰局能夠作出冷靜判斷。即使被羅斯不斷教訓，內心始終將他視為父親一樣尊敬。口頭禪是「一起幹吧!」(やってやるぜ!!)
- 結城沙羅：山本百合子（香港配音：賴雪芬）

獸戰機隊唯一女隊員，豹戰機機師。
個性容易不耐煩，最初經常與藤原忍起衝突；經過各種難關後，兩人逐漸建立互相信賴的關係，在戰鬥中更成為絕妙的拍檔。
與夏匹洛相戀，原本要一起投奔姆凱帝國失敗。當夏匹洛變節到姆凱帝國後，獲悉事件的沙羅曾一度追隨愛人。
- 司馬亮：鹽澤兼人（香港配音：黃志明）

獸戰機隊年紀最長者，是忍與沙羅在士官學校的學長(比兩人早一年級)，象戰機的機師、斷空我操作中，擔任格鬥動作的崗位、最後加入獸戰機隊的成員，是一位拳法高手。
表面上性格勢利現實，同時因為自己出身孤兒院，有憤世疾俗的傾向；但另一方面，卻有著頭腦清晰、冷靜沉著的個性。在獸戰機隊當中猶如參謀一樣存在。
- 式部雅人：中原茂（香港配音：關子棟）

獸戰機隊中年紀最小者，出身經營軍需產業的財閥世家「式部重工」，在士官學校中是忍與沙羅的學弟，也是唯一沒下過部隊的人，是獅戰機的機師。
四人當中，性格最開朗樂天，天生一副童顏，運動方面樣樣皆能，特別是精於棒球，同時非常喜歡結交女性也善交往。因為年紀最小，即使作為軍人，亦會展現膽小懦弱的個性。
- 羅斯・伊格爾將軍：池田勝

負責統領獸戰機隊的司令官。為人紀律嚴明，對眾人屢犯軍規都給予嚴厲懲罰。對眾人來說是父親、爺爺般的存在，但與親兒子亞蘭間卻有一到很深的鴻溝。
- 亞蘭・伊格爾：田中秀幸

黑騎士隊隊長，駕駛著黑翼多次救助獸戰機隊。組建了負責收集情報的黑騎士隊，並將資料傳遞給各地基地。講求數據不喜歡犧牲作戰。真身為羅斯長官的兒子，因家庭因素與父親不和。
- 葉月孝太郎：石丸博也（香港配音：陳欣）

負責開發獸戰機的博士，也是基地的副司令官。非常冷靜理性，常對這群胡來的隊員未來感到憂心。於羅斯將軍身亡後接任為獸戰機隊司令官及負責養育羅拉。後期開發出變形基地母艦鋼鐸爾與飛行部件對抗姆凱帝國。GOD BLESS後退居為副司令官。
- 蘿拉・蘇利文：藤原理恵、笠原弘子（『GOD BLESS』）（香港配音：龍德瓊）

曾被忍救助，之後因會唱夏匹洛才會唱的"和諧之愛"而被沙羅帶進基地的女孩。與雅人像兄妹一樣感情非常好。於「神的洞窟」中與夏比羅相遇並被教予"和諧之愛"這首歌，於是這首歌就常困惑著沙羅內心。
- 蓋拉爾：玄田哲章
- 克里斯：大瀧進矢、鹽屋浩三、堀川亮（『GOD BLESS』）
- 史萊・丹帕：佐佐木望
- 琳達麻生：鷹森淑乃
- 凱・貝克林：小林通孝
- 早瀬優：菊池正美
- 法蘭西斯：大瀧進矢
- 速水：幹本雄之
- 敷島麗美：榊原良子（香港配音：黃小英）

亞蘭的愛人，繼承亞蘭精神集合殘存的黑騎士隊成員進行反抗作戰
- 結城タケル：藤城裕士

沙羅的父親，酒鬼一個所以沙羅非常討厭
- 式部雅男：德丸完

雅人的父親，希望雅人繼承家業非常不希望他從軍甚至出手干預
- 道那賀小百合：莊真由美（香港配音：譚淑英）

沙羅軍校時的好友，是首屈一指的科學天才，發明了管理人類的中央電腦系統，但被姆凱帝王的亡靈給附身
- 道爾：筈見純

白熱の終章中的司令官，比羅斯將軍還要嚴格也更信任眾人。

### 姆凱‧佐巴德斯帝國
- ムゲ・ゾルバドス帝王 声：仲村秀生/稻田徹

帶領了部隊征服了許多星球並期望能征服地球。對自己人度量異常的大，會給予戰敗者休養或機會。為復仇於GOD BLESS篇中亡靈化復活。
- デスガイヤー将軍 声：屋良有作：喜歡靠蠻勇之力來征服異邦
- ギルドローム将軍 声：佐藤正治：善於使用幻覺攻擊來擊敗對手
- ヘルマット将軍 声：二又一成：總是帶領大部隊進行火力鎮壓
- 夏匹洛・奇茲（シャピロ・キーツ） 日：若本規夫（香港配音：梁政平）
  - 地球人，結城紗羅的戀人也是宇宙預備官校指導教官。在「神的洞窟」聽到神秘聲音後自命不凡，自認為是天命之子能統治宇宙，成為唯一的神；但他懷才不遇，上層不理會他的外星人反制方案後深感人類的自私無能。在發現宇宙存在高智慧外星生命，於姆凱人入侵地球時馬上投靠了姆凱帝國，成為將領協助侵略地球，對抗獸戰機隊，甚至與戀人為敵。於白熱の終章被迪拉德人拾獲復活為生化人，但喪失了對沙羅的記憶。
- ルーナ・ロッサ 声：島津冴子
  - 姆凱人的女性參謀，負責監視夏匹洛。一直對著夏匹洛對沙羅的感情抱持著懷疑態度，曾一度對他抱有好感。在夏匹洛節節敗退時不被重視尊重，開始與其他將軍露出本性利用他打自己人並挖坑來讓他吃鱉。認為只有最強的人才配得上她。
- ビストール 声：戶谷公次

### 植物星球迪拉德
白熱終章出現的侵略者，由於星球種子失去生存地方，需要強大怨恨生長，2億年間都在宇宙中漂流尋找強大的怨恨來侵略適合的行星
- ディオレ女王 声：山田榮子

擁有讓部下覺醒與復活他人的能力，也把宇宙中漂流的夏匹洛給復活了。雖藉著夏匹洛的怨恨找上了地球但看穿了夏匹洛內心
- アベル 声：山寺宏一

執意侵攻地球且不信任夏匹洛
- ケイム 声：堀川亮

穩健派，認同夏匹洛的提議不胡亂侵略地球。對夏匹洛有一定好感

### 其他
- ダニエラ 声：秋山るな

被亮拯救的少女，最後於GOD BLESS章與亮結婚
- テッド・カイゲル 声：宮內幸平

宇宙士官學校的宿舍長，通稱為「頓」的老人。非常受學員與眾人敬重。因姆凱帝國襲來時眾人尚未軍校畢業，在學校被襲時替眾人辦了畢業典禮
- マルテ 声：原榮里子

白熱終章出現的神秘女子，雅人與之邂逅。被植入不明孢子在受到刺激或指令時會發出使目標被植物寄生或殺死的花粉

## 登場機體
鷹戰機（イーグルファイター）
藤原忍所用獸戰機、斷空我頭部。體型最小，也是唯一擁有飛行能力，可以以猛獸之力，發動火鳥突擊。
豹戰機（ランドクーガー）
結城沙羅所用獸戰機、斷空我左腳。與獅戰機一樣以靈活的地上機動性見稱。
獅戰機（ランドライガー）
式部雅人所用獸戰機、斷空我右腳。白熱の終章中因為雅人受重傷，曾以人工電腦代替操控，後來電腦損壞，沙羅便決定由瀕死的夏匹洛駕駛彌補精神力的不足。最後伴著重傷而死的夏匹洛飄流到宇宙深處。
象戰機（ビッグモス）
司馬亮所用獸戰機、斷空我軀幹。體型最大、裝甲最厚重，全身裝備大量火炮。
超獸機神 斷空我（ダンクーガ）
由四部獸戰機合體而成的巨大戰神，名稱「斷空我」(Dancouga/Dancougar)有「斷絕煩惱，空乏我心」之意。本身無飛行能力，需跟飛行部件合體才能飛空。
黑翼（ブラックウイング）
黑騎士亞蘭所搭乘的機體，與四架獸戰機一樣具有變形能力。
終極斷空我（ファイナルダンクーガ）
由斷空我與黑翼合體而成的機體，合體後無需飛行部件即可飛行，最終形態，原作中並未出現，僅存在於設定當中的夢幻機體。於超級機器人大戰系列中有登場。

## 各話一覽
| 話數    | 標題                                                                     | 脚本       | 分鏡                    | 演出                | 作畫監督            |
| ------- | ------------------------------------------------------------------------ | ---------- | ----------------------- | ------------------- | ------------------- |
| 1       | 帝国の野望（Empire's Desire）                                            | 藤川桂介   | 山谷光和                | 奧田誠治 大庭壽太郎 | 上條修              |
| 2       | 吠えろ! 獣戦機（Get your! JYUSENKI）                                     | 藤川桂介   | 日下部光雄              | 大庭壽太郎          | 上條修              |
| 3       | シャピロ! 転生 !!（Reborn ! Shapiro-u !）                                | 寺田憲史   | 奧田誠治                | 箕之口克巳          | 中村旭良            |
| 4       | 狙われたジャミング（aimed Jammingsystem）                                | 武上純希   | 吉田浩                  | 吉田浩              | 只野和子            |
| 5       | 最後に来た男（The man came last）                                        | 高屋敷英夫 | 日下部光雄              | 栗山美秀            | つるやまおさむ      |
| 6       | 戦場の聖少女（Maiden in the battlefield）                                | 藤川桂介   | 大庭壽太郎              | 大庭壽太郎          | 上條修              |
| 7       | 小さな英雄（A kind of hero）                                             | 武上純希   | 吉田浩                  | 吉田浩              | 小泉謙三            |
| 8       | 激戦!! 思い出を囮に（Trapped memories）                                  | 武上純希   | 箕之口克巳              | 箕之口克巳          | つるやまおさむ      |
| 9       | アマゾン河の魔獣（Hell beast in Amazon）                                 | 藤川桂介   | 網野哲郎                | 網野哲郎            | 川筋豐              |
| 10      | 騎士の伝説（Regend of Knight）                                           | 寺田憲史   | 坂田純一                | 栗山美秀            | 羽原信義            |
| 11      | 敵からの援護射撃（A covering fire of enemy）                             | 藤川桂介   | 吉田浩                  | 吉田浩              | つるやまおさむ      |
| 12      | 目覚めるな恐竜（Don't wake up megalosaurs）                              | 武上純希   | 山谷光和                | 大庭壽太郎          | 上條修              |
| 13      | 裏切りの町（Betray town）                                                | 武上純希   | 箕ノ口克巳 葦プロ演出部 | 山谷光和            | つるやまおさむ      |
| 14      | ニューヨーク市街戦（Street fight）                                       | 寺田憲史   | 網野哲郎                | 網野哲郎            | 川筋豐              |
| 15      | 獣を超え、人超え、いでよ神の戦士（前篇） （God bless the machine Act.1） | 武上純希   | 吉田浩                  | 吉田浩              | つるやまおさむ      |
| 16      | 獣を超え、人超え、いでよ神の戦士（後篇） （God bless the machine Act.2） | 武上純希   | 山谷光和                | 大庭壽太郎          | -                   |
| 17      | デスガイヤーの敗北（GENERAL retire）                                     | 奧田誠治   | くまざきさとる          | 山谷光和            | -                   |
| 18      | 神の国への誘惑（Temptation）                                             | 藤川桂介   | 網野哲郎                | 網野哲郎            | 加瀨政廣 貴志夫美子 |
| 19      | 怪奇!! 悪魔に消された部隊（Night Terror）                                | 武上純希   | ゆやまくにひこ          | 大庭壽太郎          | 只野和子            |
| 20      | 南風ハートブレイク（Southern wind）                                      | 寺田憲史   | 金子隆悠季              | 金子隆悠季          | つるやまおさむ      |
| 21      | 降りてきた死神（The first contact）                                      | 武上純希   | 日下部光雄              | 吉田浩              | 寺東克巳            |
| 22      | 止まった時間（Time goes around still）                                   | 武上純希   | 網野哲郎                | 金子隆悠季          | つるやまおさむ      |
| 23      | 殺人鬼への報復（Revenge for marder）                                     | 寺田憲史   | 吉田浩                  | 吉田浩              | 上條修              |
| 24      | 凱旋門燃ゆ（La Marseille）                                               | 武上純希   | 日下部光雄              | 根岸弘              | 只野和子            |
| 25      | ヨーロッパ戦線の罠（TRAP!）                                              | 寺田憲史   | 山谷光和                | 山谷光和            | 川筋豐              |
| 26      | 黒騎士の秘密（The secret of velieves）                                   | 寺田憲史   | 日下部光雄              | 平林淳              | 君保子              |
| 27      | 妖星墜つ（Gildorome's decline and fall）                                 | 武上純希   | 吉田浩                  | 吉田浩              | つるやまおさむ      |
| 28      | 獣戦基地総攻撃（前篇） （General Attack Act.I）                          | 武上純希   | 日下部光雄              | 吉田浩              | 上條修              |
| 29      | 獣戦基地総攻撃（後篇） （General Attack Act.II）                         | 武上純希   | 網野哲郎                | 吉田浩              | 川筋豐              |
| 30      | 戦場!出会い、そして別れ（We meet only to part）                          | 奧田誠治   | くまざきさとる          | 山谷光和            | -                   |
| 31      | 去りゆきし長官（After his death）                                        | 寺田憲史   | 横山淳一                | 横山淳一            | 山口光瑠            |
| 32      | 空からの強敵（Target）                                                   | 寺田憲史   | 吉田浩                  | 吉田浩              | 上條修              |
| 33      | 飛べ明日へ!! 将軍の子ら（Capture the intelligence）                      | 武上純希   | 日下部光雄              | 吉田浩              | つるやまおさむ      |
| 34      | 故郷に別れの歌を（Long goodby）                                          | 武上純希   | 日下部光雄              | 吉田浩              | 上條修              |
| 35      | 月は地獄だ!!（Moon is hell）                                             | 武上純希   | 吉田浩                  | 吉田浩              | 羽原信義            |
| 36      | 野望の崩壊（Harmony love）                                               | 寺田憲史   | 網野哲郎                | 吉田浩              | つるやまおさむ      |
| 37      | 暗黒の終焉（Tell Laura I Love her !）                                    | 寺田憲史   | 山谷光和                | 横山淳一            | 山口光瑠            |
| 38      | 最後の咆哮（Darkness and ruins）                                         | 藤川桂介   | 山谷光和                | 奧田誠治            | 上條修              |
| 39(OVA) | 失われた者たちへの鎮魂歌（レクイエム）（Requiem for Victims）            | -          | -                       | -                   | -                   |

## 制作
- 企画：春日東（旭通廣告）・佐藤俊彦
- 構成：藤川桂介
- 総監督：奥田誠治
- 連載：テレビマガジン、おともだち、たのしい幼稚園（講談社）
- 美術監督：新井寅雄
- 人物設定：いんどり小屋

只野和子 - 忍、雅人、ローラ
小林早苗 - 沙羅、ギルドローム将軍
松下浩美 - 亮、ヘルマット将軍
吉松孝博 - シャピロ、デスガイヤー将軍、ビストール
神志那弘志 - ムゲ帝王（ただし、38話、レクイエムに登場したマントの下の真の姿はやっていないとのこと、真の姿の顔の設定は羽原信義による）
山内則康 - ルーナ、服裝設計
- 機械設計：平井壽（斷空我）、大張正己（敵方機器）
- 音響監督：松浦典良
- 音響制作：現
- 音楽：池毅、户塚修
- 製作：旭通廣告、葦PRODUCTION

## 主題歌
- 第1期OP「愛よファラウェイ」

歌：藤原理恵、作詞：松井五郎、作曲：古本鉄也、編曲：戸塚修
- 第1期ED「バーニング・ラヴ」

歌：池毅、作詞：松井五郎、作曲：池毅、編曲：戸塚修 
- 第2期OP「ほんとのキスをお返しに」

歌：藤原理恵、作詞：冬杜花代子、作曲：古本鉄也、編曲：戸塚修 
- 第2期ED「SHADOWY DREAM」

歌：東郷昌和、作詞：冬杜花代子、作曲：東郷昌和、編曲：戸塚修 